# فرس البحر الكولماني
فرس البحر الكولماني (الاسم العلمي:Hippocampus colemani) (بالإنجليزية: Coleman's pygmy seahorse)‏ هو نوع من الأسماك يتبع جنس فرس البحر من فصيلة زمارات البحر.